# Сигизмонди, Флория
Флория Сигизмонди (ит. Floria Sigismondi) — канадский фотограф, режиссёр и клипмейкер.
Флория знаменита не только своими художественными выставками. Будучи известным клипмейкером, она работала с такими музыкантами, как The Tea Party, Interpol, Incubus, Кристина Агилера, Muse, Billy Talent, The White Stripes, Sigur Rós, Шерил Кроу, The Cure, Бьорк, Амон Тобин, Marilyn Manson, Living Things и Дэвид Боуи. Её «нервный» стиль съемки, замеченный ещё в ранних работах (например, «The Beautiful People» Мэрилина Мэнсона), впоследствии копировали многие режиссёры. Сигизмонди также срежиссировала несколько серий для сериалов «Рассказ служанки» и «Американские боги».

## Жизнь
Своё имя Флория получила в честь главной героини итальянской оперы «Тоска».
Родители Флории, Лена и Доменико Сигизмонди, были оперными певцами. Когда ей было два года, вся семья вместе с сестрой Антонеллой переехали в Онтарио, Канада. В детстве Флория очень увлеклась живописью. В 1987 она поступила в Институт искусств и дизайна Онтарио. Там она занялась фотоискусством и получила специальность фотографа широкого профиля.
Флория Сигизмонди начала карьеру модного фотографа. Ей предложили работу в The Revolver Film Co., и она сняла несколько клипов для ряда канадских групп. Многих видных музыкантов привлек инновационный стиль работы, тревожащие душу картины, которые она сама описывала как «энтропические преступные миры, населяемые замученными душами и всемогущими существами».
Её скульптурные и фотовыставки проходили в Гамильтоне, Торонто, Нью-Йорке, Брешиа (Италия), Гётеборге (Швеция) и Лондоне. Её фотографии также были показаны на множестве выставок вместе с работами Синди Шерман и Джоеля-Питера Уиткина. Немецкое издательство Die Gestalten Verlag опубликовало две её монографии: Redemption (1999) и Immune (2005).
Флория проживает в Торонто и Лос-Анджелесе. В октябре 2004 у Флории и её мужа, фронтмена группы Living Things Лиллиана Берлина, родилась дочь Тоска-Вера Сигизмонди-Берлин. Дочь назвали в честь итальянской оперы «Тоска».
В 2008 году Флория появилась в документальном фильме Ника Шиана о Брионе Гайсине и Dreamachine. Фильм называется 'FLicKeR'.
В 2010 году вышел дебютный полнометражный художественный фильм Флории Сигизмонди «Ранэвэйс» о девичьей рок-группе 70-х The Runaways.
Флория срежиссировала 6 и 7 серии 1 сезона «Рассказа служанки».

## Фильмография
- Postmortem Bliss (короткометражный, 2006)
- Ранэвэйс (2010)
- Хемлок Гроув (2014 — одна серия)
- Няня (2020)

## Видеоклипы
- 2019 «Swan Song», Дуа Липа
- 2017 «Without Love», Элис Гласс
- 2017 «Die 4 You», Perfume Genius
- 2016 «Sledgehammer», Рианна
- 2013 «Mirrors», Джастин Тимберлейк
- 2013 «The Stars (Are Out Tonight)», Дэвид Боуи
- 2012 «Try», Пинк
- 2011 «The One That Got Away», Кэти Перри
- 2011 «Ε.Τ.», Кэти Перри
- 2010 «Die by the Drop», The Dead Weather
- 2009 «Let It Rain», Living Things
- 2006 «Broken Boy Soldier», The Raconteurs
- 2006 «Hurt», Christina Aguilera
- 2006 «Red Flag», Billy Talent
- 2006 «Supermassive Black Hole», Muse
- 2006 «Bombs Below (version 2)», Living Things
- 2005 «O' Sailor», Фиона Эппл
- 2005 «Bom Bom Bom», Living Things
- 2005 «Blue Orchid», The White Stripes
- 2004 «The End of The World», The Cure
- 2004 «Talk Shows on Mute», Incubus
- 2004 «I Owe…», Living Things
- 2004 «Megalomaniac», Incubus
- 2003 «Fighter», Christina Aguilera
- 2003 «Bombs Below (version 1)», Living Things
- 2003 «Anything», Мартина Топли-Бёрд
- 2003 «Obstacle 1», Interpol
- 2003 «Untitled 1 (a.k.a. “Vaka”)», Sigur Rós
- 2002 «John, 2/14», Shivaree
- 2002 «She Said (version 2)», Jon Spencer Blues Explosion
- 2002 «Black Amour», Барри Адамсон
- 2001 «In My Secret Life», Леонард Коэн
- 2000 «4 Ton Mantis», Амон Тобин
- 2000 «I've Seen It All» (interactive version), Бьорк
- 1999 «Get Up», Амел Ларье
- 1998 «Can’t Get Loose», Барри Адамсон
- 1998 «Most High», Роберт Плант & Джимми Пейдж
- 1998 «Sweet Surrender», Сара Маклахлан
- 1998 «Anything But Down», Шерил Кроу
- 1997 «(Can't You) Trip Like I Do», Filter & The Crystal Method
- 1997 «Makes Me Wanna Die», Tricky
- 1997 «Dead Man Walking», Дэвид Боуи
- 1997 «Black Eye», Fluffy
- 1996 «Little Wonder», Дэвид Боуи
- 1996 «Tourniquet», Marilyn Manson
- 1996 «Anna is a Speed Freak», Pure
- 1996 «The Beautiful People», Marilyn Manson
- 1996 «Four Leaf Clover», Catherine
- 1995 «Blue», Harem Scarem
- 1994 «The Birdman (version 1)», Our Lady Peace
- 1993 «The River», The Tea Party
- 1993 «Save Me», The Tea Party
- 1993 «A Certain Slant of Light», The Tea Party

## Награды
- 2004 Juno Awards, Канада — «Лучшее видео» за «Fighter» (Кристина Агилера)
- 2003 MTV European Awards — «Лучшее видео» за Untitled (Sigur Rós)
- 2003 New York Underground Film Festival — «Лучшее видео» за Untitled (Sigur Rós)
- 2003 Advertising and Design Awards, Торонто, Канада — «Лучшее музыкальное видео» за «Fighter» (Кристина Агилера)
- 1999 German Kodak Photobook Award за книгу Redemption
- 1998 British Music Video Awards, Великобритания — номинация «Лучшее видео»: «Little Wonder» (Дэвид Боуи)
- 1997 MTV Music Video Awards, США — номинация «Лучшее рок-видео»: «The Beautiful People» (Marilyn Manson)

## Сайты
- floriasigismondi.com (англ.) — официальный сайт Флория Сигизмонди
- Интервью в Revolutionart International Magazine 4
- The Raconteurs, видео 'Broken Boy Soldier' + Интервью с режиссером Флорией Сигизмонди.
- Интервью CoolHunting.com
- Короткометражный фильм Флории + интервью
- Список рекламных роликов и клипов, снятых Флорией
- Официальный сайта фильма 'FLicKeR'
- MySpace